# AMISOM
African Union Mission to Somalia (AMISOM) – operacja pokojowa Unii Afrykańskiej prowadzona w Somalii od marca 2007 i mająca za zadanie przywrócenie pokoju w tym trawionym od wielu lat wojną domową państwie. Misja została autoryzowana przez Radę Bezpieczeństwa ONZ w trybie rozdziału VIII Karty Narodów Zjednoczonych na mocy rezolucji nr 1744.
Obecnie misja składa się wyłącznie z kontyngentu wystawionego przez Ugandę i Burundi. Oprócz niej udział swoich żołnierzy zadeklarowały także Nigeria, Dżibuti, Ghana i Malawi. Siły AMISOM wspierają rząd somalijski w walce z radykalnymi somalijskimi rebeliantami.
22 czerwca 2010, krótko przed samobójczymi atakami bombowymi w Kampalii, ministrowie Unii Afrykańskiej zdecydowali o poszerzeniu mandatu misji, który pozwoliłby na większe zaangażowanie w walce z bojówkami Asz-Szabab. Kilka dni później pod naciskiem Narodów Zjednoczonych, zgodziła się odstąpić od decyzji i zdecydowano jedynie o powiększeniu kontyngentu jednostkami państw afrykańskich.
W marcu 2011 Burundi wysłało dodatkowych 1000 żołnierzy, dzięki czemu wojska Burundi na terenie Somalii liczyły 4400 osób.
12 listopada 2013 Rada Bezpieczeństwa ONZ jednomyślnie uchwaliła rezolucję autoryzującą zwiększenie liczebności afrykańskich sił pokojowych AMISOM w Somalii z 17731 do 22126 żołnierzy.